# Sticherus

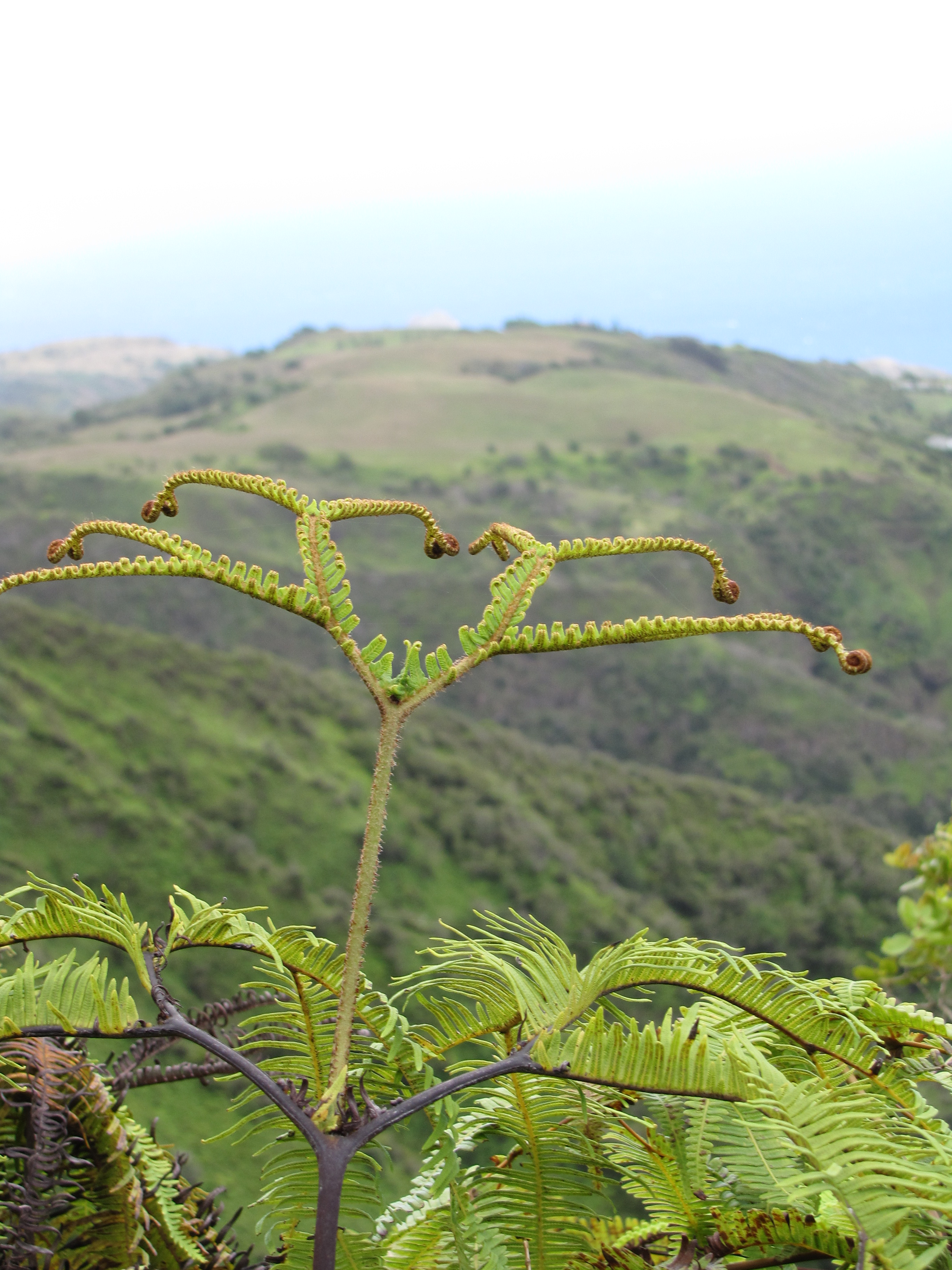
Sticherus owhyhensis

Sticherus je rod kapradin z čeledi gleicheniovité. Jsou to neobvykle vyhlížející pozemní kapradiny s plazivým oddenkem a vzpřímenými, pseudodichotomicky členěnými listy s převisavou čepelí. Výtrusné kupky jsou na rubu listů, bez ostěr, tvořené několika velkými výtrusnicemi. Rod zahrnuje asi 90 druhů a je zastoupen na všech kontinentech s výjimkou Evropy. Nejvíc druhů roste v Americe. Rostliny nemají hospodářský význam.

## Popis
Zástupci rodu Sticherus jsou pozemní kapradiny s plazivými oddenky protostélické stavby. Mladé části rostlin jsou pokryté štítnatými šupinami kopinatého tvaru, později někdy olysávají. Listy bývají vzpřímené, s převisavou, jednoduše nebo vícenásobně pseudodichotomicky dělenou čepelí. U listů dospělých rostlin není vyvinuto hlavní střední žebro. Segmenty listů jsou párové (vstřícné), shodného tvaru a velikosti nebo rozdílné. Segmenty nejvyššího řádu jsou zpeřeně členěné až dělené, laloky úzce podlouhlé až jazykovité, každý s jednoduše vidličnatou žilkou.
Výtrusné kupky jsou bez ostěr, tvořené 2 až 5 (až 7) velkými výtrusnicemi. Spory jsou monoletní, eliptického až ledvinovitého tvaru, s hrubým povrchem.

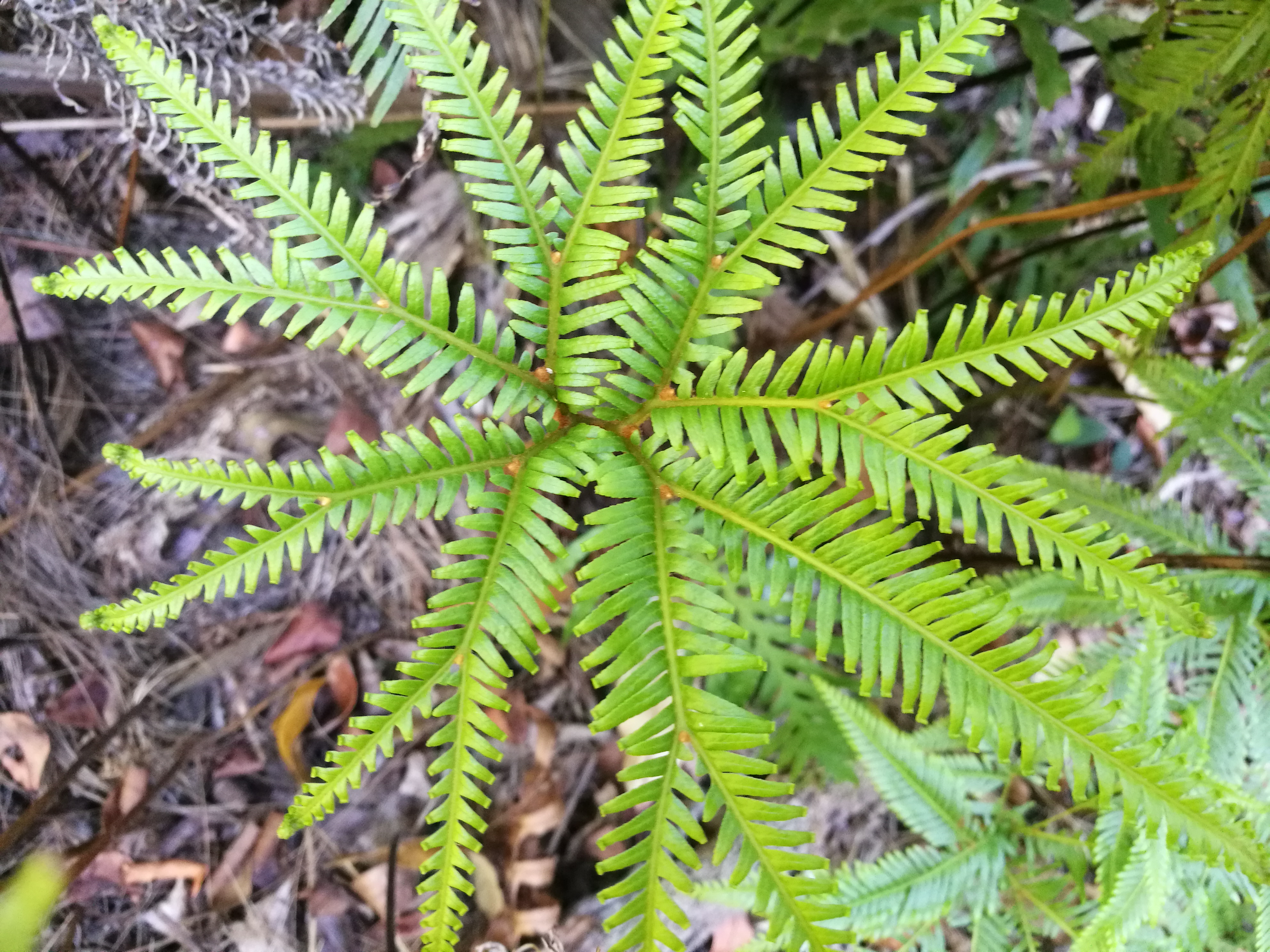
List Sticherus sp.
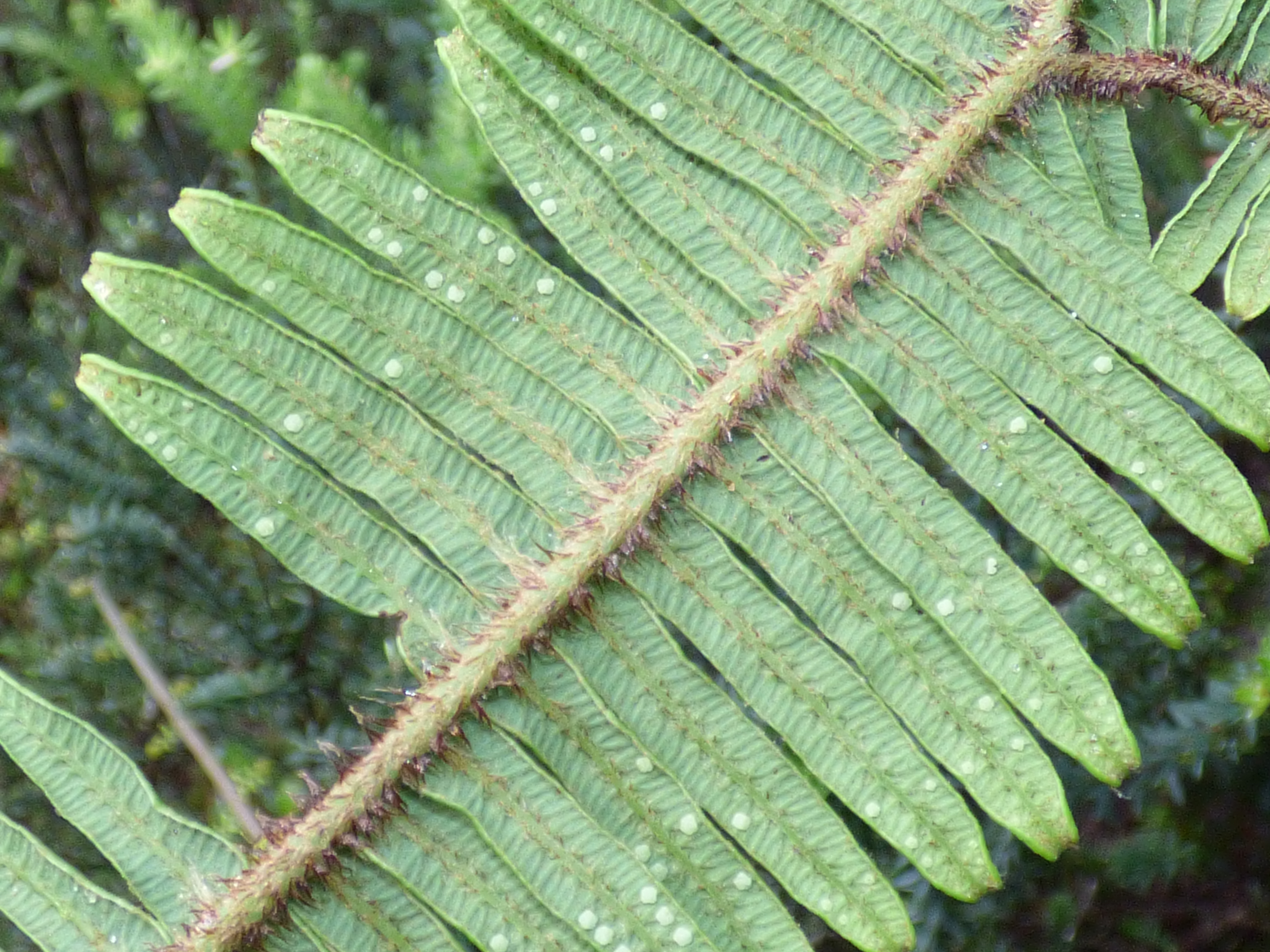
Rubová strana listu Sticherus owhyhensis
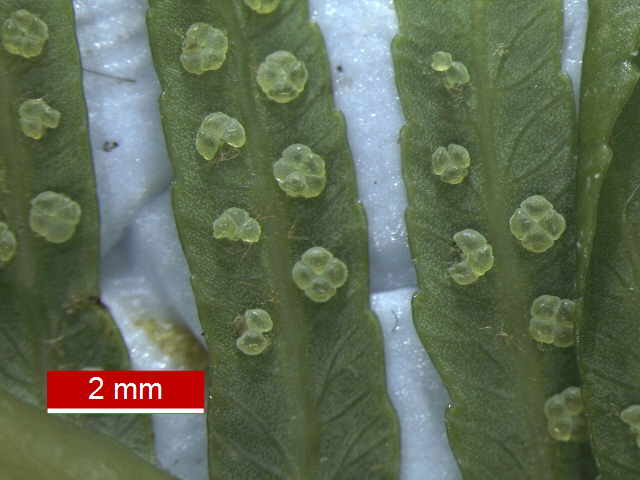
Detail výtrusných kupek Sticherus sp.

## Rozšíření
Rod Sticherus zahrnuje asi 87 až 95 druhů. Je zastoupen s různou četností na všech kontinentech s výjimkou Evropy.
Nejvíce druhů se vyskytuje v Americe, odkud je uváděno asi 54 druhů. Areál sahá od Mexika a Karibských ostrovů až po jižní Chile. Rod je zastoupen také na Ostrovech Juana Fernándeze. Chybí v severním Chile a severní Argentině. Nejdále na jih zasahují druhy Sticherus cryptocarpus (rovněž na Falklandách), Sticherus litoralis a Sticherus squamulosus.
V Asii sahá areál rodu od jižní Čínu (pouze Sticherus truncatus) přes Indočínu a jihovýchodní Asii po Papuasii a Tichomoří. Centrum druhové diverzity v Asii je na Nové Guineji, odkud je uváděno 8 druhů, z toho 5 endemických. Z Austrálie jsou známy 4 druhy, z Nového Zélandu 3 druhy.
Z Afriky jsou uváděny pouze 2 druhy. Sticherus umbraculifer je rozšířen od východního Zimbabwe po Jihoafrickou republiku, Sticherus flagellaris roste v Tanzanii a na ostrovech západního Indického oceánu včetně Madagaskaru.

## Význam
Není známo žádné hospodářské využití. Nejsou pěstovány jako okrasné rostliny a nejsou uváděny ze sbírek žádné české botanické zahrady.